# 井上流
井上流（いのうえりゅう）は、日本舞踊における流派のひとつ。上方舞に分類され、京都で発展したことから「京舞」とも呼ばれる（京舞と呼ばれる分野には、他に篠塚流がある）。

## 概略
「井上流」とは、儒者井上敬助の妹サトが近衛家で風流舞を学び、「八千代」という名と「近衛菱」の紋をもらって一流を立てたのが始まりである。
「踊り」とは言わず「舞」とする点を見てもわかるように、極度に硬い描線と身体の緊張を核として簡素な動きのなかに豊富なイメージを描き出そうとする舞であり、腰から上の身体技法によって感情を表すのが特徴的である。初代井上八千代が近衛家、一条家や仙洞御所づとめの折に能に示唆を得て貴顕の前に披露しても恥ずかしくない舞踊を作ったという口伝をそのままに体現した舞踊であるといえる。
京都の祇園は天保以前は「祇園町」と「祇園新地」に区別されており、祇園町の方が格が数段上とみなされ、明治以降は「甲部」と「乙部」という呼び方に変わった。万亭や芸妓、舞妓のあるほうが「甲部」で、「都をどり」も祇園甲部に始まった。
初代の姪である二代目井上八千代は才女として知られ、当時花街の師匠として風靡した篠塚流に対抗するには、もはや風流舞ではおぼつかないと見て、江戸期より伝わる上方舞を集大成し、金剛流の能舞や人形浄瑠璃の人形の型、さらに歌舞伎からも取材して新しい舞を考案した。
この独特の舞が「京舞井上流」であり、これが祇園町と手を結ぶきっかけとなり、祇園甲部の正式唯一の流派として三代目井上八千代に受け継がれた。
明治5年、京都初の展覧会である京都博覧会の余興として、祇園甲部「万亭」の杉浦治郎右衛門と井上流三代目井上八千代が「都をどり」を企画。その振付けに三代目が「京舞井上流」を採用したのをきっかけとして、現在では京都祇園甲部の芸妓舞妓が習うお座敷舞や「都をどり」の流儀としても知られている。
井上流京舞は、三代目井上八千代の孫に当たる片山九郎右衛門と結婚した愛子（四代目井上八千代）に受け継がれた。
祇園のお留流（祇園では他流派の舞踊は許されず、また祇園以外の場所で井上流の舞の教授は許されない）とされた際の約束により、女性のみで男子禁制を謳う流儀としても知られる。
代々の家元が京都の能楽シテ方・野村金剛家や観世流の片山家と縁が深く、その影響を強く受けているとされる。

## 家元
- 初世家元 初代井上八千代
  - 本名：サト
- 二世家元 二代目井上八千代
  - 本名：あや
- 三世家元 三代目井上八千代
  - 本名：片山春子（1838年 - 1938年9月7日）
- 四世家元 四代目井上八千代
  - 本名：片山愛子（1905年5月14日 - 2004年3月19日） - 人間国宝
  - 隠居名：初代井上愛子
- 五世家元 五代目井上八千代
  - 本名：観世三千子（1956年 - ） - 人間国宝
  - 前名：井上三千子

## 舞扇
金地に白ぬきで井菱の定紋、扇の図柄の根本は"近衛引-このえびき-"の段々。お稽古が進むほどに模様の段数が増える。大人用は白骨で9寸5分。
- 芸妓用 - 金地近衛引萌黄段紋入、または金地近衛引紫段紋入
- 舞妓用 - 金地近衛引紅段紋入
- 稽古用 - 白地金砂子に井菱の紋
- 子供用 - 薄紅地（ピンク）に金砂子。8寸5分
- 名取の扇 - 紅地金砂子に白椿一輪、黒骨（くろぼね）